# Marjorie Williamson
Pour les articles homonymes, voir Williamson.
Elsie Marjorie Williamson (30 juillet 1913 - 12 août 2002) est une physicienne et universitaire britannique. 

## Biographie

### Jeunesse et éducation
Elsie Marjorie Williamson naît le 30 juillet 1913 à Wakefield (Yorskshire, Angleterre). Elle est la fille unique de Leonard Claude Williamson et d'Hannah Elizabeth Caryet. Elle fréquente la Wakefield Girls' High School. Elle est diplômée en physique et de mathématiques du Royal Holloway College de l'université de Londres (RHC) en 1936.

### Carrière
Elle demeure au Royal Holloway en tant que démonstratrice en physique, avant de passer la Seconde Guerre mondiale à donner des cours à l'Université de Wales à Aberystwyth (aujourd'hui l'Université d'Aberystwyth). 
En 1945, elle est recrutée au Bedford College, à Londres, en tant que professeure de physique. Elle y passe dix ans, obtenant son doctorat et travaillant dans les domaines de la relativité, de la mécanique quantique et de la théorie électromagnétique. À Bedford, elle est impliquée non seulement dans le département de physique, mais s'intéresse beaucoup à l'administration du collège. 
En 1955, elle est nommée directrice du St Mary's College de Durham. 
En 1962, Williamson devient principale du Royal Holloway College de Londres (RHC). Durant son mandat, le RHC admet les étudiants masculins à partir de 1965. 
Elle organise le développement du collège, qui acquiert de nouveaux bâtiments et propose de nouveaux enseignement, comme la biochimie, les statistiques, l'informatique et la musique,. Elle fournit un nouveau bâtiment à l'Union des étudiants et relance la vie religieuse du collège en nommant quatre aumôniers honoraires.   
À sa retraite en 1973,  Williamson s'installe alors dans un petit village du Warwickshire, elle est bénévole pour le National Trust à Charlecote Park, en 1985, elle s'installe avec son amie, Ann Thomson, dans le Suffolk.  
Elle meurt le 12 août 2002.

## Hommages et distinctions
Elle est nommée dame commandeure de l'ordre de l'Empire britannique (DBE), à sa retraite en 1973.
Le 28 août 2019, une plaque bleue est dévoilée en son honneur par le projet Forgotten Women de Wakefield en collaboration avec la Wakefield Civic Society.